# Юкагирское плоскогорье
Юкагирское плоскогорье является преобладающей формой рельефа на правом берегу р. Колыма, занимая часть республики Саха-Якутия, а также Магаданской области. 
В северной части состоит преимущественно из мезозойских эффузивов, в южной — из метаморфических докембрийских, палеозойских и триасовых отложений . Средняя высота плоскогорья в междуречях 300—700 м, хотя отдельные массивы возвышаются до 1 000 и более м над уровнем моря (высшая точка — гора Чубукулах высотой 1 128 м). Наблюдается высотная поясность. 
Нижние ярусы плоскогорья занимают в основном редкостойные леса из лиственничных пород, далее на уровне 400—600 м — заросли кедрового стланика, вершины занимает тундра. 
Реки — Коркодон и Берёзовка.